# شرون (تنسی)
شرون(به انگلیسی: Sharon) شهری در ایالت تنسی کشور ایالات متحده آمریکا است که جمعیت آن در سرشماری سال ۲۰۱۰ میلادی، ۹۴۴ نفر بوده‌است.